# 馬自達車系列表
這是一份日本馬自達汽車公司（舊稱為東洋工業）全車系的清表。該公司的命名原則乃以日本當地市場的命名為首要，外銷至世界各地之車名則統一稱呼。不過也曾出現過例外，譬如馬自達121和馬自達929曾出現過命名原則混亂的局面。
此外，該公司曾在1980年代後半期建立Autozam、Eunos、Ẽfini等副品牌，甚至試圖在北美洲市場創造另一高級品牌「Amati」，以對抗謳歌（Acura）、凌志（Lexus）、英菲尼迪（Infiniti）等日系高級品牌車，但最後胎死腹中未能實現。
由於美國福特汽車曾入主馬自達公司，二者間許多車種其實只是換上不同的廠徽銘牌，以機械結構而言乃同一部車。另外，馬自達會在許多高性能版本的限量車掛上「Mazdaspeed」之名，其實後者乃其御用改裝品牌，類似日產汽車的NISMO或豐田汽車的TRD。

## 概念車
- 1967年：RX85（Familia Rotary Coupe之雛型）、RX87（Luce Rotary Coupe之雛型）
- 1970年：RX500
- 1972年：Chantez EV（英语：Mazda Chantez EV）
- 1981年：MX-81
- 1983年：MX-02
- 1985年；MX-03
- 1987年：MX-04
- 1989年：AZ550 Type A（Autozam AZ-1之雛型）/ Type B / Type C、TD-R
- 1991年：HR-X、Gissya
- 1993年：HR-X 2、London Taxi
- 1995年：RX-01、BU-X、CU-X、SU-V
- 1997年：MS-X、SW-X、MV-X
- 1999年：RX-Evolv（RX-8之雛型）、Activehicle Concept、Nextourer（Tribute之雛型）、Neospace、Lego Car
- 2000年：Miata Mono-Posto Concept
- 2001年：Secret Hideout、MX Sport Tourer
- 2002年：MX Sport Runabout（第二代Demio之雛型）、Cosmo21
- 2003年：楔、鷲羽、RX-8 X-Men
- 2004年：MX-Micro Sport、MX-Flexa、Verisa TS Concept、Roadster Coupe TS Concept
- 2005年：颯爽、先驅、MX-Crossport（CX-7之雛型）
- 2006年：流、鏑
- 2007年：大氣、流雅、葉風
- 2008年：清、風舞、風籟
- 2010年：靭
- 2011年：勢、雄
- 2014年：跳、LM55 Vision Gran Turismo
- 2015年：越、RX-VISION
- 2017年：魁（第四代馬自達３之雛型）、Vision Coupe
- 2024年：創

## 目前產品陣容
- 1961年迄今：B系列
- 1962年-1970年、1989年迄今：Carol（日本）
- 1966年迄今：Bongo
- 1971年迄今：Titan
- 1989年迄今：Scrum（日本）
- 1989年迄今：Roadster / MX-5 Miata / MX-5
- 1996年迄今：Demio / 馬自達2
- 2003年迄今；Axela / 馬自達3
- 2006年迄今：BT-50
- 2012年迄今：CX-5、Flair（日本）、Flair Wagon（日本）
- 2014年迄今：馬自達Flair Crossover（日本）
- 2015年迄今：CX-3
- 2016年迄今：CX-4（中國）
- 2019年迄今：CX-30
- 2020年迄今：MX-30
- 2022年迄今：CX-60、CX-50
- 2023年迄今：CX-90

## 歷年產品
- 1931年-1960年代：MAZDA號 - 該公司製造機動車輛的濫觴、三輪貨車
- 1956年-1971年：T1500
- 1958年-1962年：Romper
- 1959年-1962年：D1100 / D1500
- 1959年-1969年：K360
- 1959年-1971年：T600
- 1960年-1969年：R360 Coupe - 首輛跨入乘用轎車的產品
- 1961年-1968年：B360
- 1962年-1965年：D1500 / D2000
- 1962年-1964年：Carol 600 / P600
- 1962年-1974年：T2000
- 1963年-2003年：Familia / 323[1]
- 1964年-1971年：E2000
- 1965年-1972年：Light Bus
- 1965年-1977年：Kraft
- 1966年-1991年：Luce
- 1967年-1996年：Cosmo - 第一代Cosmo Sports為該公司首輛搭載轉子引擎的量產車
- 1968年-1973年：Familia Rotary Coupe / R100
- 1968年-1989年：Porter / Porter Cab
- 1969年：Boxer
- 1969年-1972年：Luce Rotary Coupe / R130
- 1970年-1978年：RX-2
- 1970年-2002年：Capella / 626
- 1971年-1978年：Savanna / RX-3
- 1971年-1978年：Grand Familia / 808 / Mizer
- 1972年-1977年：RX-4（亦為第二代Luce）
- 1972年-1976年：Chantez
- 1972年-1997年：Parkway / Parkway Rotary 26 - 全球唯一搭載轉子引擎的小型巴士
- 1973年-1997年：929
- 1974年-1977年：Rotary Pickup - 全球唯一搭載轉子引擎的皮卡貨車
- 1975年-1979年：Roadpacer
- 1975年-2002年：121
- 1978年-2002年：RX-7
- 1983年-2010年：Bongo Brawny
- 1987年-1990年：Etude
- 1988年-1992年：Persona
- 1988年-1997年：MX-6
- 1988年-2023年：MPV / 馬自達8
- 1989年-1994年：Familia Astina / 323F / 323 Astina
- 1991年-1994年：Navajo（美國）
- 1991年-1998年：MX-3
- 1991年-1998年：Cronos
- 1991年-2000年：Sentia
- 1993年-1997年：Lantis / 323F / 323 Astina
- 1993年-2003年：Eunos 800 / Millenia / Xedos 9
- 1994年-2012年：AZ-Wagon（日本）
- 1995年-1999年：Proceed Levante（日本）
- 1995年-2005年：Bongo Friendee（日本）
- 1998年-2014年：AZ-Offroad（日本）
- 1999年-2005年：Laputa（日本）
- 1999年-2018年：Premacy / 馬自達5
- 2000年-2011年：Tribute
- 2002年-2008年：Spiano（日本）
- 2002年-2024年：Atenza / 馬自達6
- 2003年-2011年：RX-8
- 2004年-2015年：Verisa（日本）
- 2006年-2016年：CX-7
- 2007年-2023年：CX-9
- 2008年-2018年：Biante（日本）
- 2013年-2017年：VX-1（印尼）

## 其他副品牌

### 未曾公開的Amati
主條目：高級品牌Amati計劃

1. Amati 300（Eunos 500）
2. Amati 500（馬自達Millenia）
3. Amati 1000

### Autozam
- 1989年-1995年：Autozam Carol（第二代Carol）
- 1990年-1998年：Autozam Revue（第三代馬自達121）
- 1990年-1997年：Autozam Scrum（第一、二代）
- 1991年-1998年：Autozam AZ-3
- 1992年-1995年：Autozam AZ-1
- 1992年-1994年：Autozam Clef
- 1994年-1997年：Autozam AZ-Wagon（第一代）

### Ẽfini
- 1988年-1999年：Ẽfini MPV（第一代）
- 1991年-1997年：Ẽfini MS-6
- 1991年-1993年：Ẽfini MS-9
- 1991年-1997年：Ẽfini RX-7（第三代）
- 1992年-1997年：Ẽfini MS-8

### Eunos
- 1989年-1994年：Eunos 100
- 1989年-1992年：Eunos 300
- 1989年-1998年：Eunos Roadster（第一代）
- 1990年-1993年：Eunos Cargo Wagon
- 1990年-1996年：Eunos Cosmo（第四代）
- 1991年-1998年：Eunos Presso
- 1992年-1999年：Eunos 500
- 1993年-1997年：Eunos 800

### Xedos
主條目：馬自達Xedos

Xedos是1992年馬自達汽車公司在歐洲發表的一個級距名稱，專門走豪華轎車路線。
- 1992年-1999年：Xedos 6（Eunos 500）
- 1993年-2003年：Xedos 9（馬自達Millenia / Eunos 800）

## 外部連結
- （日語）日本官方網站 （页面存档备份，存于）